# Jennifer Carroll
Jennifer Sandra Carroll, född den 27 augusti 1959 i Port of Spain i Trinidad och Tobago, är en amerikansk politiker. Hon var Floridas viceguvernör 4 januari 2011–12 mars 2013. Carroll var den första svarta personen, den första kvinnan och den första amerikanen med trinidadianska rötter på denna post.

## Biografi

### Bakgrund
Carroll föddes i Port of Spain och flyttade till USA vid åtta års ålder. 1977 avlade hon examen vid Uniondale High School i Uniondale i delstaten New York.
Carroll arbetade mellan 1979 och 1999 inom den amerikanska marinen, ofta i en officersroll. Under dessa år studerade hon även statsvetenskap vid University of New Mexico, där hon 1985 avlade en kandidatexamen. Mellan 2001 och 2003 uppbar hon en chefsposition vid veteranmyndigheten hos Floridas delstatsadministration. Därefter satt hon fram till 2010 som medlem av Floridas representanthus åren 2003-2010.

### Viceguvernör
Åren 2010–2013 verkade Carroll som ordförande för Space Florida. 2011 valdes hon till viceguvernör i delstaten Florida, den första svarta person, kvinna och person med trinidadianska rötter på den posten.
Under åren som viceguvernör undersöktes hon för PR-arbete för en välgörenhetsorganisation relaterat till spelande, liksom för inkomster som hon underlåtit att inkludera i sin självdeklaration. 2013 avgick hon därför, på guvernör Rick Scotts begäran, från sin post som viceguvernör. Delstatspolisen konstaterade senare att hon inte brutit mot någon lag.

### Senare år
Mellan 2018 och 2021 var Carroll medlem av "American Battle Monuments Commission". Hennes självbiografi When You Get There (2014) har blivit en försäljningsframgång.